# Billbergia velascana
Billbergia velascana là một loài thực vật có hoa trong họ Bromeliaceae. Loài này được Cárdenas mô tả khoa học đầu tiên năm 1957.